# فيرنر شنايدر
فيرنر شنايدر (بالألمانية: Werner Schneider)‏ (4 فبراير 1915 - ) هو لاعب كرة قدم ألماني، يلعب كلاعب وسط، لعب 108 مباراة وسجل 15 هدف.

## مسيرته

### مسيرته مع الأندية
- 1933 - 1933 لعب مع نادي هرتا برلين 108 مباراة سجل خلالها 15 هدف.